# Контрольная точка мейотической рекомбинации

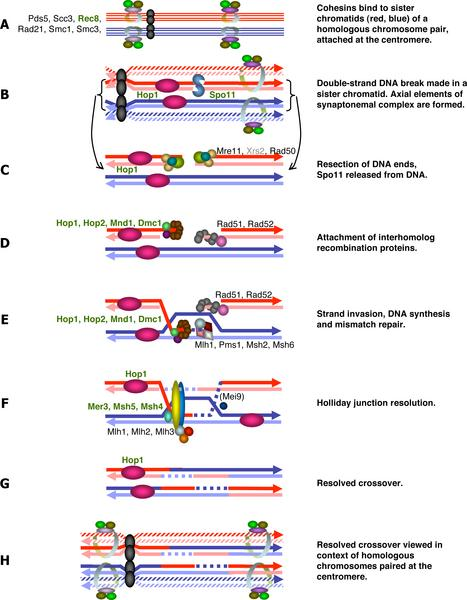
Spo11 катализирует двухцепочечный разрыв (DSB) в одной из двух гомологичных хромосом, вызывая мейотическую рекомбинацию. Восстановление этих DSB контролируют в DSB-зависимой контрольной точке мейотической рекомбинации, в то время как в DSB-независимой контрольной точке мейотической рекомбинации исследуют асинапсис каждой пары гомологов.

Контрольная точка мейотической рекомбинации отслеживает мейотическую рекомбинацию во время мейоза и блокирует вход в метафазу I, если рекомбинация не обрабатывается эффективно.
Регуляция клеточного цикла мейоза проходит аналогично регуляции митоза. Как и в митотическом цикле, эти переходы регулируются комбинациями различных факторов регуляции генов, комплексом циклин-Cdk и комплексом, способствующим анафазе (APC). Первый крупный регуляторный переход происходит в конце G1, когда начало мейотического цикла активируется Ime1 вместо Cln3/Cdk1 в митозе. Второй крупный переход происходит при вступлении в метафазу I. Основная цель этого шага — убедиться, что репликация ДНК завершилась без ошибок, чтобы тела полюсов веретена могли разделиться. Это событие запускается активацией M-Cdk в поздней профазе I. Затем контрольная точка сборки веретена исследует прикрепление микротрубочек к кинетохорам с последующей инициацией метафазы I с помощью APCCdc20. Особое разделение хромосом в мейозе, разделение гомологичных хромосом в мейозе I и разделение хроматид в мейозе II требует особого напряжения между гомологичными хроматидами и негомологичными хроматидами для различения прикрепления микротрубочек и зависит от запрограммированного двухцепочечного разрыва ДНК (DSB) и восстановления. в профазе I. Следовательно, контрольная точка мейотической рекомбинации может быть своего рода реакцией на повреждение ДНК в определённый момент времени. С другой стороны, контрольная точка мейотической рекомбинации также гарантирует, что мейотическая рекомбинация действительно происходит в каждой паре гомологов.

## DSB-зависимый путь
Резкое начало M-Cdk в поздней профазе I зависит от положительной петли обратной связи регуляции транскрипции, состоящей из Ime2, Ndt80 и комплекса Cdk/циклин. Однако активация M-Cdk контролируется общим переключателем фосфорилирования Wee1/Cdc25. Активность Wee1 высока в ранней профазе I, и накопление Cdc25 активирует M-Cdk путем прямого фосфорилирования и маркировки Wee1 для деградации. Мейотическая рекомбинация может начинаться с двухцепочечного разрыва, либо индуцированного Spo11, либо другими эндогенными или экзогенными причинами повреждения ДНК. Эти разрывы ДНК должны быть репарированы до метафазы I, и эти DSB должны быть репарированы до метафазы I. Клетки контролируют эти DSB через путь ATM, в котором Cdc25 подавляется при обнаружении повреждения DSB. Этот путь аналогичен классическому ответу на повреждение ДНК, и это часть, которую мы знаем лучше всего в контрольной точке мейотической рекомбинации.

## DSB-независимый путь
DSB-независимый путь был обнаружен, когда люди изучали мутантные клетки spo11 у некоторых видов и обнаружили, что эти клетки Spo11 не могут процессироваться в метафазу I даже в отсутствие DSB. Прямой целью этих DSB является помощь в конденсации хромосом. Несмотря на то, что начальное связывание гомологов в ранней лептотене представляет собой просто случайные взаимодействия, дальнейшая прогрессия в пресинаптическое выравнивание зависит от образования двухцепочечных разрывов и одноцепочечных комплексов переноса. Поэтому несинапсированные хромосомы в клетках Spo11 могут быть мишенью контрольной точки. Было обнаружено, что ААА-аденозинтрифосфатаза (ААА-АТФаза) играет важную роль в этом пути, но механизм ещё не ясен. Некоторые другие исследования также привлекли внимание к формированию половых тел, и передача сигналов могла быть либо структурной, либо регуляцией транскрипции, такой как мейотическая инактивация половых хромосом. В рамках этого каскада нарушение синапса будет поддерживать экспрессию генов из половых хромосом, а некоторые продукты могут ингибировать прогрессирование клеточного цикла. Инактивация мейотической половой хромосомы происходит только у мужчин, что может частично быть причиной того, что только мутантные сперматоциты Spo11, но не ооциты, не могут перейти из профазы I в метафазу I. Однако асинапсис происходит не только внутри половых хромосом, и такая регуляция транскрипции была приостановлена до тех пор, пока она не распространилась на все хромосомы в виде мейотического молчания несинапсированного хроматина, но эффекторный ген ещё не обнаружен.

## Протеинкиназы контрольных точек мейоза CHEK1 и CHEK2
Центральная роль в мейозе человеческих и мышиных CHEK1 и CHEK2 и их ортологов у Saccharomyces cerevisiae, Caenorhabditis elegans, Schizosaccharomyces pombe и Drosophila была рассмотрена MacQueen и Hochwagen и Subramanian и Hochwagen. Во время мейотической рекомбинации у человека и мыши протеинкиназа CHEK1 важна для интеграции восстановления повреждений ДНК с остановкой клеточного цикла. CHEK1 экспрессируется в семенниках и ассоциируется с мейотическими синаптонемными комплексами на стадиях зигонемы и пахинемы. CHEK1, вероятно, действует как интегратор сигналов ATM и ATR и при мониторинге мейотической рекомбинации. В мышиных ооцитах CHEK1, по-видимому, необходим для остановки профазы I и для функционирования в контрольной точке G2/M.
CHEK2 регулирует ход клеточного цикла и сборку веретена во время созревания ооцитов мыши и раннего развития эмбриона. Хотя CHEK2 является нижестоящим эффектором киназы ATM, который реагирует в первую очередь на двухцепочечные разрывы, он также может активироваться киназой ATR (атаксия-телеангиэктазия и Rad3), которая реагирует в первую очередь на одноцепочечные разрывы. У мышей CHEK2 необходим для наблюдения за повреждением ДНК в мейозе самок. Реакция ооцитов на повреждение двухцепочечного разрыва ДНК включает иерархию путей, в которой киназа ATR передает сигнал CHEK2, который затем активирует белки p53 и p63.
У плодовой мушки дрозофилы облучение клеток зародышевой линии вызывает двухцепочечные разрывы, которые приводят к остановке клеточного цикла и апоптозу. Ортолог mnk CHEK2 дрозофилы и ортолог p53 dp53 необходимы для большей части гибели клеток, наблюдаемой в раннем оогенезе, когда происходят отбор ооцитов и мейотическая рекомбинация.

## Специфический для мейоза фактор транскрипции Ndt80
Ndt80 является специфичным для мейоза транскрипционным фактором, необходимым для успешного завершения мейоза и образования спор. Белок распознает и связывается со средним элементом спорообразования (MSE) 5'-C[AG]CAAA[AT]-3' в промоторной области специфических для стадии генов, которые необходимы для прохождения мейоза и спорообразования. Был выделен ДНК-связывающий домен Ndt80, и его структура показывает, что этот белок является членом Ig-складчатого семейства транскрипционных факторов. Ndt80 также конкурирует с репрессором SUM1 за связывание с промоторами, содержащими MSE.

### Переходы в дрожжах
Когда мутация инактивирует Ndt80 у почкующихся дрожжей, мейотические клетки демонстрируют длительную задержку поздней пахитены, третьей стадии профазы. Клетки демонстрируют интактные синаптонемные комплексы, но в конечном итоге останавливаются на стадии диффузного хроматина, следующей за пахитеной. Эта остановка, опосредованная контрольной точкой, предотвращает возникновение более поздних событий до тех пор, пока более ранние события не будут успешно выполнены, и предотвращает неправильную сегрегацию хромосом.

### Роль в развитии клеточного цикла
NDt80 имеет решающее значение для завершения профазы и вступления в мейоз 1, поскольку стимулирует экспрессию большого количества генов среднего мейоза. Ndt80 регулируется через транскрипционные и посттрансляционные механизмы (то есть фосфорилирование).

#### Взаимодействие с Clb1
Ndt80 стимулирует экспрессию циклина Clb-1 B-типа, который сильно взаимодействует с Cdk1 во время мейотических делений. Активные комплексы Clb-1 с Cdk1 играют большую роль в запуске событий первого мейотического деления, и их активность ограничена мейозом 1.

#### Взаимодействие с Ime2
Ndt80 стимулирует экспрессию самого себя и экспрессию протеинкиназы Ime2, которые по обратной связи дополнительно стимулируют Ndt80. Это повышенное количество белка Ndt80 дополнительно усиливает транскрипцию генов-мишеней. В начале мейоза 1 активность Ime2 повышается и необходима для нормального накопления и активности Ndt80. Однако, если Ndt80 экспрессируется преждевременно, он первоначально будет накапливаться в немодифицированной форме. Затем Ime2 может также действовать как специфичная для мейоза киназа, которая фосфорилирует Ndt80, что приводит к полностью активированному Ndt80.

#### Выражение Plk
Ndt80 стимулирует экспрессию гена, кодирующего полоподобную киназу, Plk. Этот белок активируется в поздней пахитене и необходим для образования кроссовера и частичной потери сцепления плеч хромосом. Plk также необходим и достаточен для запуска выхода из пахитенных точек.

#### Модель рекомбинации
Контрольная точка мейотической рекомбинации работает в ответ на дефекты мейотической рекомбинации и хромосомного синапса, потенциально останавливая клетки перед вступлением в мейотические деления. Поскольку рекомбинация инициируется двухцепочечными разрывами (DSB) в определённых областях генома, вступление в мейоз 1 должно быть отложено до тех пор, пока DSB не будут репарированы. Специфичная для мейоза киназа Mek1 играет важную роль в этом, и недавно было обнаружено, что Mek1 способна фосфорилировать Ndt80 независимо от IME2. Это фосфорилирование, однако, является ингибирующим и предотвращает связывание Ndt80 с MSE в присутствии DSB.

### Роли вне прогрессии клеточного цикла

#### Гетерокарионная несовместимость
Гетерокарионную несовместимость (HI) сравнивают с грибковой иммунной системой; это механизм несамораспознавания, который повсеместно распространен среди нитевидных представителей типа Asomycota царства Fungi. Vib-1 является гомологом Ndt80 у Neurospora crassa и необходим для HI у этого вида. Было обнаружено, что мутации в локусе vib1 подавляют чужеродное распознавание, а VIB-1 необходим для продукции нижестоящих эффекторов, связанных с HI, таких как внеклеточные протеазы.

#### Женское половое развитие
Исследования показали, что гомологи Ndt80 также играют роль в половом развитии самок у видов грибов, отличных от более широко изучаемых Saccharomyces cerevisiae. Было обнаружено, что мутации в vib-1 влияют на сроки и развитие женских репродуктивных структур до оплодотворения.

### Роль в развитии рака
Хотя ДНК-связывающий домен Ndt80 обычно характерен для дрожжей и других грибов, он гомологичен ряду белков высших эукариот, а остатки, используемые для связывания, высококонсервативны. У людей гомолог Ndt80 C11orf9 в высокой степени экспрессируется в инвазивных или метастатических опухолевых клетках, что предполагает потенциальное использование в качестве молекулы-мишени при лечении рака. Однако в последние годы в этом направлении не было достигнуто большого прогресса.